# Münzsammlung der Universitätsbibliothek Leipzig
Die Münzsammlung der Universitätsbibliothek Leipzig ist die aus dem 1718 gegründeten Münzcabinet hervorgegangene numismatische Sammlung der Universitätsbibliothek Leipzig. Sie ist eine der bedeutendsten Sammlungen sächsischer Münzen und Medaillen und hat als Forschungssammlung in Bezug auf mittelalterliche europäische Münzen einen bedeutenden Rang. Als Lehr- und Schausammlung beinhaltet sie in großem Umfang Münzprägungen aller Kontinente und Epochen.

## Anfänge der Münzsammlung (1717–1851)
Aus Anlass seines 47. Geburtstags erhielt der sächsische Kurfürst Friedrich August I. von Sachsen, genannt August der Starke, von der Universität Leipzig ein Glückwunschgedicht überreicht. August schenkte der Universität wiederum eine Goldmedaille im Gewicht von 50 Dukaten – etwa 171 Gramm Feingold – und ein silbernes Gegenstück im gleichen Format. Die Goldmedaille wurde von der Universität bereits im folgenden Jahr "zum Wohle der Bibliothek" für 133 Taler und 8 Groschen verkauft und der Erlös zinsbringend angelegt. Den Zinsertrag nutzte die Universität in den folgenden Jahren für den Ankauf von Büchern.
Schon 1718 hatte die Universität einen weiteren Zugang an Münzen zu verzeichnen, der dieses Mal erhalten blieb und den Grundstock des späteren Münzcabinets bildete. Der Student Christian Berns aus Sorau schenkte seiner Alma Mater einen Depotfund von mittelalterlichen Meißer Brakteaten. Damit legte er den bis heute bestehenden Sammlungsschwerpunkt fest und war Vorbild für zahlreiche weitere Stifter. Einen bedeutend größeren Umfang hatte die Münzsammlung des kursächsischen Hofarztes Samuel Kretzschmann, die dem Münzcabinet 1774 nachgelassen wurde. Sie bestand aus mehreren Tausend Münzen der Antike, des Mittelalters und der Neuzeit und wurde in drei Schränken in der Münzsammlung aufbewahrt. Ein vierter Schrank enthielt im Wesentlichen den Münzschatz Berns' und eine Reihe von Silbermedaillen.
Die Münzsammlung wurde über Jahrzehnte kaum beachtet. Erst 1833 wurden die Bestände der Münzsammlung durch den sächsischen Hof- und Justizrat Friedrich Albert von Langenn gesichert, die römischen Münzen wurden von Curt von Bose erfasst und katalogisiert. Die Katalogisierung der mittelalterlichen und neueren Stücke übernahm Ernst Gotthelf Gersdorf, der im selben Jahr Oberbibliothekar der Bibliothek geworden war. Der sächsische Numismatiker Carl Friedrich von Posern-Klett griff für sein 1846 in Leipzig erschienenes Standardwerk "Sachsens Münzen im Mittelalter" wiederholt auf den 1718 gestifteten Münzschatz zurück.
In der ersten Hälfte des 19. Jahrhunderts konnte die Münzsammlung eine Reihe kleinerer Zugänge verzeichnen, unter denen die nachgelassene Münz- und Medaillensammlung des 1848 verstorbenen Historikers Friedrich Christian August Hasse weniger wegen ihrer Stückzahl als wegen der Seltenheit ihrer Prägungen herausragte.

## Weiterer Aufbau, Nutzung und Verlust der Münzsammlung (1852–1945)
Anfang 1852 wurde der Oberbibliothekar Gersdorf auch Kustos der Münzsammlung. Damit begann eine Phase der zielgerichteten Erweiterung der Sammlung. Noch im selben Jahr konnte Gersdorf die umfangreiche Sammlung des 1849 verstorbenen Posern-Kletts für die Münzsammlung erwerben. Diese bedeutendste Sammlung sächsischer Münzen umfasste 45.176 Stücke, darunter 202 Goldmünzen, 36.711 Silbermünzen und 8.263 Münzen aus Kupfer, Bronze, Leder und anderen Materialien.
1853 wurde der Münzsammlung durch das übergeordnete und für die Bereitstellung der Mittel zuständige königliche Ministerium der Erwerb des gesamten zu veräußernden Münzkabinetts der Stadtbibliothek Leipzig verweigert. Es wurde jedoch der Kauf von Münzen im Wert von 495 Talern bei der öffentlichen Versteigerung dieses Münzkabinetts gestattet.
Ein Höhepunkt war im August 1857 der mehrtägige Besuch des Königs Johan von Sachsen in der Universität Leipzig. Er besuchte auch die Münzsammlung und ein von Friedrich Bülau verfasster umfangreicher Bericht über den Besuch enthält eine zeitgenössische Beschreibung des Münzcabinets und seiner Geschichte. Am Ende des Jahres 1857 umfasste der Bestand der Münzsammlung – ohne Doubletten – 51.093 Münzen und Medaillen, weit überwiegend sächsischer Herkunft. Davon waren 225 Goldmünzen, 41.395 Silbermünzen und 9.473 Münzen aus Kupfer und anderen Materialien. Nach Epochen gegliedert stammten 4.016 Münzen aus der Antike, 16.170 aus dem Mittelalter und 31.909 aus dem 16. Jahrhundert oder jüngerer Zeit.
Als der Umfang der Sammlung etw. 60.000 Stücke erreicht hatte, begann Ernst Gotthelf Gersdorf einen Bestandskatalog zu verfassen. Dieser umfasste schließlich 13 Bände und ist heute noch im Bestand der Sammlung vorhanden.
Ab der Mitte des 19. Jahrhunderts bis in das frühe 20. Jahrhundert gewann die Sammlung durch gezielte Ankäufe und weitere Stiftungen stark an Umfang. Als die Universität Leipzig 1909 ihr 500-jähriges Jubiläum feierte, nannte Friedrich Zarncke im Katalog der Jubiläumsausstellung einen Umfang von 90.000 Stück. Das Münzkabinett umfasste bei Beginn des Zweiten Weltkriegs fast 100.000 Münzen aus allen numismatischen Gebieten, die für Forschung und Lehre verfügbar waren.
Im Zweiten Weltkrieg wurde die Auslagerung der Sammlung beschlossen. Dies geschah gegen den Widerstand des Direktors der Münzsammlung, Julius Benno Hilliger, der für diesen Fall den Verlust des Bestands, zumindest aber die Zerstörung ihrer Ordnung befürchtete. Ort der Auslagerung waren die ehemaligen Bergwerksschächte im Schlossberg von Schloss Mutzschen, wo die Münzsammlung mit anderem wertvollem Sammlungsgut der Universitätsbibliothek bis zum Kriegsende unbeschadet überdauerte. Erst nach dem Zweiten Weltkrieg kam es zu dramatischen Verlusten. Ein Teil der Goldmünzen fiel Plünderungen durch alliierte Soldaten zum Opfer. Der verbliebene größte Teil der Sammlung wurde im Sommer 1945 nach Leningrad verbracht.

## Rückkehr und Wiederaufbau der Sammlung seit 1959
Mit dem Abtransport in die Sowjetunion galt die Münzsammlung in Leipzig als verloren. Doch 1958 wurde in Leningrad eine Sendung für das Münzkabinett Berlin mit von dort stammendem Kulturgut zusammengestellt. Mit dieser Lieferung gelangte auch der Bestand der Leipziger Münzsammlung nach Berlin. Dies teilte der Leiter des Berliner Münzkabinetts, Arthur Suhle, im Februar 1959 dem Rektor der Leipziger Universität, Georg Mayer, brieflich mit. Die etwa 81.000 Münzen und Medaillen des Bestands seien nach Metallen geordnet, und mit ihrer Ordnung nach numismatischen Kriterien wäre eine Person mindestens zehn Jahre beschäftigt. Suhle tat weiterhin in seinem Brief sein großes Interesse an den mittelalterlichen Münzen aus der Sammlung des Herrn von Posern-Klett kund, die er dringend für seine Arbeit über Münzen der Stauferzeit benötige. Er bat um die Schaffung einer Assistentenstelle für einen seiner aus Leipzig stammenden Schüler, der für ihn die Bearbeitung dieses Sammlungsteils leisten würde.
Die Universität Leipzig war erst 1953 zur "Karl-Marx-Universität" gemacht worden, was auch eine ideologische Verpflichtung bedeutete. Münzen feudaler Herrscher passten nicht in das politische Programm und waren nachrangig gegenüber anderen Themen. Die zögerliche Reaktion aus Leipzig veranlasste Suhle wiederum, den Wert der Sammlung herunterzuspielen und in Zweifel zu ziehen, dass der größte Teil der Sammlung – alle seit dem 16. Jahrhundert geschlagenen Münzen – überhaupt den Einsatz von Personal lohne. Letztendlich einigten sich die Universitäten auf den Verbleib der Sammlung in Berlin, während das Eigentumsrecht bei der Karl-Marx-Universität verblieb, die sich die Rückführung nach Leipzig vorbehielt.
In den folgenden Jahren begann man an der Universität Leipzig damit, die Voraussetzungen für die Rückkehr der Münzsammlung zu schaffen. Das war wegen der Kriegsschäden am Bibliotheksgebäude und fehlender Schränke mit Schwierigkeiten verbunden und zog sich bis 1964 hin. Im April 1964 erfolgte der Transport der Sammlung nach Leipzig. In Berlin verblieben allerdings vorläufig 1.772 Brakteaten und 25 Dichtmünzen für die Bestimmung, wohl ein Entgegenkommen gegenüber Suhle, die erst 1967 nach Leipzig kamen. Für den Neuaufbau einer geordneten Sammlung stellte die Universität Leipzig einen Mitarbeiter ab, dem es jedoch an einer numismatischen Ausbildung fehlte.
1968 wurde von einer Reinigungskraft in dem Kellergang mit den Münzenkisten ein einzelner mittelalterlicher Pfennig im Staub gefunden, eine der Kisten wies eine leicht zugängliche Beschädigung auf. Dieser Vorfall ging nach der Fundmeldung den Weg durch die Institution und führte zu staatsanwaltlichen Ermittlungen wegen des Diebstahls von Volkseigentum. In der Not, die Funktionäre mussten ihr Handeln nachweisen können, richtete die Universität Leipzig über den Kulturbund der DDR eine "dringende" Anfrage an die Fachgruppe Numismatik Leipzig, den örtlichen Zusammenschluss privater Münzsammler. Man bat um die ehrenamtliche Unterstützung durch einige sachkundige Mitglieder bei der Ordnung des aus der Sowjetunion zurückerhaltenen Bestands. Die Fachgruppe Numismatik konnte aus ihren Reihen wegen der fehlenden Bezahlung und wegen eigener Zweifel an der Sachkunde nur fünf Interessenten rekrutieren, von denen drei tatsächlich die Arbeit aufnahmen.
Die Münzsammlung befand sich in Bezug auf die Ordnung in einem desolaten Zustand. Innerhalb der Holzkisten waren die Münzen in Pappkartons unterschiedlicher Größe aufbewahrt. Darin befanden sich bisweilen Münzen in Papiertütchen mit russischer Beschriftung, oft waren mehrere ähnliche Münzen in einer Tüte aufbewahrt. In anderen Pappkartons befanden sich zahlreiche hineingeschüttete Münzen ohne Sortierung. Die russischen Münzbestimmungen waren häufig auf der Grundlage veralteter Literatur erfolgt oder aus anderen Gründen fehlerhaft.
Über einen Zeitraum von zehn Jahren trafen sich die drei Sammler mittwochs nach der Arbeit in einem Raum der Bibliothek und sortierten zwei Stunden lang Münzen, ohne dabei über den persönlichen Wissenszuwachs hinaus nennenswerte Fortschritte zu erzielen. Erst 1978 wurde der neue Kurator der Münzsammlung Roland Jäger damit beauftragt, zielgerichtet Ordnung in den Bestand zu bringen. Seit dieser Zeit stehen auch die erforderlichen Mittel wie Büromaterial in angemessenem Umfang zur Verfügung. Eine erste Stufe der Sortierarbeiten war die Zählung und grobe Vorsortierung der Münzen und Medaillen. Dies dauerte ein volles Jahr und erbrachte als Ergebnis der Zählung einen Bestand von 82.838 Münzen und Medaillen. Seit 1978 wurde die Ordnung der Sammlung zwar weiter mit ehrenamtlichen Kräften aber effektiver betrieben. Bis zum Zusammenbruch der DDR hatten Münzen aus deren Staatsgebiet Priorität bei der Bestimmung. Dies lag einerseits an der verfügbaren Fachliteratur, andererseits an der Erwägung, dass Anfragen von Wissenschaftlern der DDR am ehesten diese Münzen betreffen würden.
Aufgrund der Auslagerung der Münzsammlung im Zweiten Weltkrieg und ihrer Verbringung nach Leningrad nach dem Krieg sind etwa 10.000 Münzen aus dem Bestand verloren gegangen. Das betraf insbesondere eine Vielzahl von Goldmünzen und mittelalterliche Meißner Groschen des 14. und 15. Jahrhunderts. Die zweite Lücke konnte 1985 durch den Ankauf der Sammlung von Günther Röblitz geschlossen werden.

## Nach der deutschen Einheit
Im Jahr 1998 zog die Münzsammlung aus den bisher provisorisch genutzten Räumen in den Neubau um, wo neben großzügiger Raumausstattung auch neu beschaffte Münzschränke vorhanden sind. In recht kurzer Zeit konnten die dafür bereits seit Jahrzehnten vorbereiteten Münzen aus den Papiertüten auf Münztabletts angeordnet werden, wodurch eine professionellen Ansprüchen genügende Präsentation gewährleistet ist.
Die genaue Bestimmung der Münzen und Medaillen zieht sich seit 1968 mit überwiegend ehrenamtlich geleisteter Arbeit über ein halbes Jahrhundert hin. Im Jahr 2018, zum 300-jährigen Jubiläum des Münzkabinetts, war erst die Hälfte der Münzen neu bestimmt und für Forschung, Lehre und öffentliche Präsentation verfügbar gemacht worden.

## Publikation der Sammlung
Einen hohen Stellenwert hat für die Münzsammlung die Publikation des Münzbestands. Erste Ansätze hat es bereits in den 80er Jahren gegeben, als Sabine Schultz vom Münzkabinett Berlin für die Bearbeitung der griechischen Münzen freigestellt wurde. Aufgrund des Mangels an Papier und Druckkapazität wurde der erste Band Autonome griechische Münzen erst im Jahr 1993 veröffentlicht. Der von Ewald Hausmann verfasste zweite Band Römische Provinzialprägungen, Addenda und Corrigenda zum 1. Band erschien erst 2008. Das Publikationsprojekt wird von der Deutschen Forschungsgemeinschaft unterstützt.
Die Veröffentlichung von Katalogen der Münzen und Medaillen Sachsens, insbesondere des Mittelalters und der frühen Neuzeit, ist ein weiteres Ziel der Münzsammlung. In diesem Zusammenhang sind bislang zwei von Ewald Hausmann und Klaus Thieme erarbeitete Kataloge Meißner Brakteaten und Groschen erschienen.

## 300-jähriges Jubiläum
Die Universitätsbibliothek Leipzig versteht das Jahr 1718 als Gründungsjahr der Münzsammlung. Dementsprechend wurde das 300-jährige Jubiläum im Jahr 2018 begangen, vom 5. Oktober 2018 bis zum 1. Januar 2019 findet in den Räumen der Bibliotheca Albertina eine Jubiläumsausstellung statt, in der die Geschichte der Sammlung und andere numismatische Themen präsentiert werden.

## Bedeutende Teile der Sammlung
- Die umfangreiche Sammlung sächsischer mittelalterlicher Münzen des 1849 verstorbenen Numismatikers Carl Friedrich von Posern-Klett;
- der Münzfund von Paunsdorf, ein 1856 angekaufter Hortfund aus Paunsdorf, der 1.018 ganze und 639 halbierte Brakteaten enthält;[11]
- die Sammlung orientalischer Münzen des 1879 verstorbenen Orientalisten und Diplomaten Otto Blau;[12]
- eine umfangreiche Sammlung von 218 Medaillen des Leipziger Bildhauers und Medailleurs Bruno Eyermann, die von dem 1968 bis 2010 ehrenamtlich in der Münzsammlung tätigen Leipziger Grafiker und Numismatiker Klaus Thieme zusammengetragen wurde. Der Bestand konnte mit öffentlichen Fördermitteln und der Hilfe mehrerer Sponsoren aus dessen Nachlass angekauft werden. Die Sammlung umfasst etwa 80 Prozent des Medaillenwerks von Eyermann in überdurchschnittlicher Qualität.[13]